# Chimarra cheesmanae
Chimarra cheesmanae là một loài Trichoptera trong họ Philopotamidae. Chúng phân bố ở miền Australasia.